# Johann Wolfgang Wieland

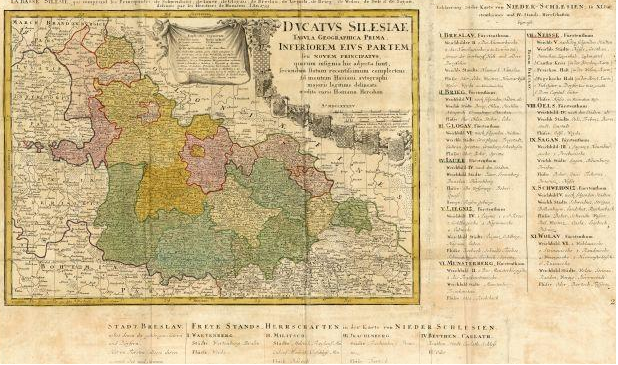
Atlas Silesiae

Johann Wolfgang Wieland byl rakouský císařský poručík a kartograf, působící v českých zemích.
Wieland, o jehož mládí není nic známo, nastoupil do zaměstnání roku 1722 na území Slezska, kde postupně prováděl velmi podrobná měření jednotlivých knížectví, ale bohužel byl odvolán k jiným úkolům.Wieland zemřel v říjnu roku 1736 ve Vídni.

## Wielandova tvorba
Poručík Johann Wolfgang Wieland prováděl podrobná měření jednotlivých Slezských knížectví. Jako první bylo provedeno mapování Opavska a Krnovska, které bylo dokončeno v létě 1732. Wieland poté začal provádět důkladné revize map slezských knížectví, ale roku 1734 byl přeložen, nejprve do Mantovy, pak do Vídně. Než se vyjasnily problémy s císařským privilegiem na vydání map, které žádaly slezské stavy, Wieland zemřel.
Za svého života se Wieland kromě map Slezských knížectví podílel také na české mapě Müllerově. Provedl v ní některé drobné úpravy a zejména ji v letech 1722–26 zmenšil do praktičtější podoby. Bylo zachováno Müllerovo rozdělení do 25 sekcí, ale ty byly zmenšeny na 4/7 původní velikosti, takže zmenšené mapy mají měřítko 1 : 231 000. Müller se vydání mapy nedožil. Jezuita a kartograf Bernatin Erber zveřejnil v r. 1760 menší Müllerovu mapu a z Wielandovy mapy vytvořil 12 map tehdejších českých krajů v německém jazyce.

## Wielandův nástupce
V revizích výsledků mapování slezských knížectví, které již Wieland nedokončil, pokračoval poručík Mathias Schubart, který postupně prováděl veškeré revize. Dokončil je až během slezských válek, kdy se roku 1741 zúčastnil bitvy u Molvic, kde byl zraněn a zajat Prusy. Po vyléčení se Schubart vrátil do pole, tentokrát na opačnou stranu, jako major pruské armády. Pokoušel se ještě dokončit revizi, ale velení pruské armády jej pověřilo jinými úkoly. Velká část Slezska mezitím připadla Prusku (1742) a jednání o povolení tisku musela začít nanovo.
Mapy slezských knížectví vyšly v podobě atlasu u firmy „Homannovi dědicové“ v Norimberku 1752.

## Slezský atlas (Atlas Silesiae)

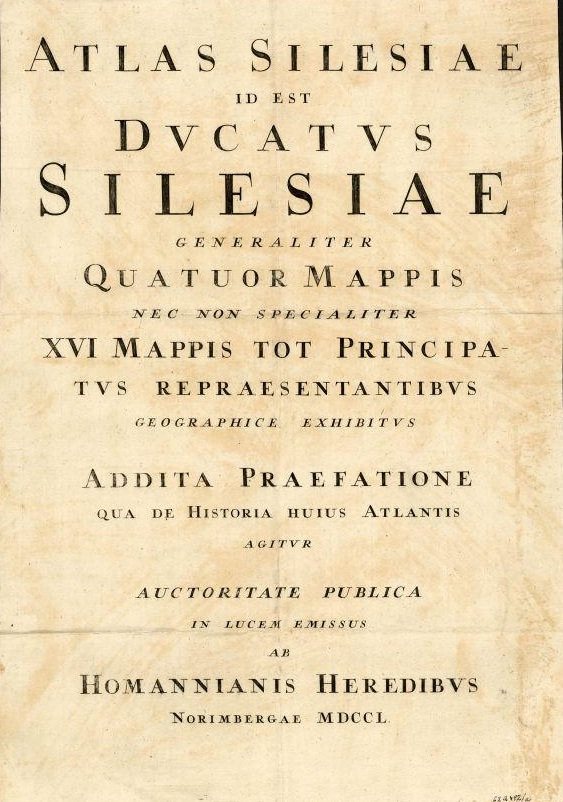
Titulní strana Atlasu Silesiae

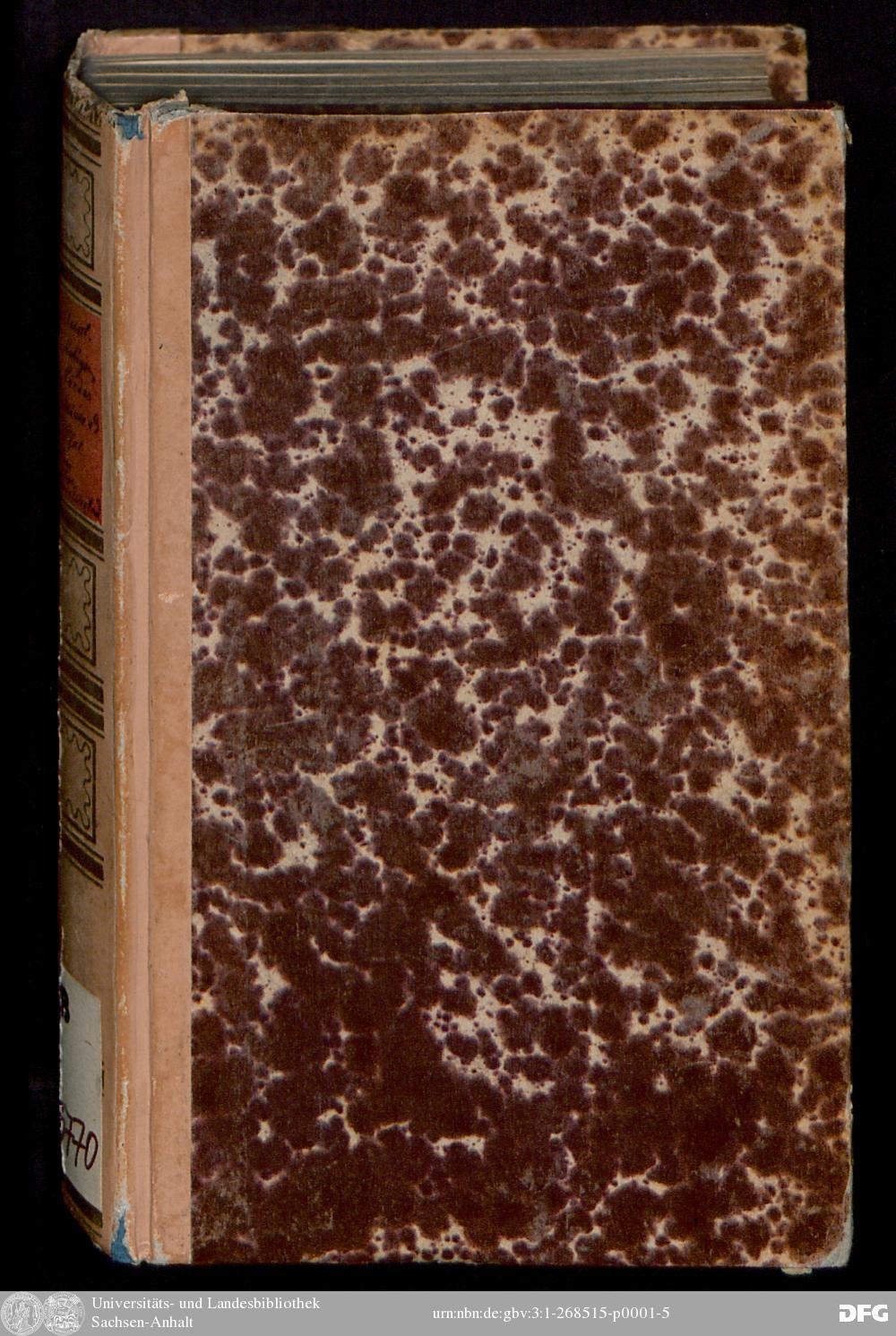
Svazek - Atlas Silesiae

Slezský atlas obsahoval 16 map jednotlivých knížectví (v měřítcích 1: 93 000 – 1: 201 000), 4 mapy přehledné (1: 577 000 – 1: 870 000) a navíc ještě mapu Kladska, roku 1742 připojeného ke Slezsku (mapa byla vytvořena na základě Müllerova mapování Čech). Území našeho státu se týkají z uvedených listů mapy Těšínska (1: 116 000), Opavska (1: 147 500), Krnovska (1: 94 000) a Niska (1: 154 000 – označeného jako „Principatus Silesiae Grotkaviensis“). Mapa je vytvořena jako mědirytina a tištěna jako kolorovaný tisk z mědirytu. Mapy byly většinou vydány v podobě, jak je vytvořil Wieland , jen u části z nich je i Schubartovo jméno.
Ačkoliv mapy byly ve vydavatelství v Norimberku kolorovány, rozdrobenost slezských knížectví, Wielandem přesně zachycená, je však činí málo přehlednými; zvláště patrné je to u mapy Opavska a Krnovska. Mapy mají jen latinské texty.
Kromě měst a vesnic jsou také zachyceny zříceniny hradů a kostelů, doly, mlýny, hutě, papírny atd. U vodopisu jsou vyznačeny i přívozy a zdůrazněny vysychající řeky. Kvůli praktickému užití jsou v mapě označeny cesty, poštovní stanice a zájezdní hostince. Všechny mapy mají bohatou výzdobu v rozích (např. postavy v lidových krojích). Kvalita map je srovnatelná s mapami Müllerovými.